# Coffea millotii
Coffea millotii är en måreväxtart som beskrevs av J.-f.Leroy. Coffea millotii ingår i släktet Coffea och familjen måreväxter. Inga underarter finns listade i Catalogue of Life.